# A2211 road
Die A2211 ist eine Class-I-Straße, die 1923 im Stadtgebiet London mit der namentlichen Bezeichnung „South Street and Lewisham Road“ festgelegt wurde. Sie verbindet die A20 mit der A206 und kreuzt dabei auf halbem Wege die A2.